# Мордовци
Мордовците са народност, говореща езици от фино-пермския клон на уралското езиково семейство.
Към 2003 броят им е около 1 млн. души. По-малко от една трета от тях живеят в Мордовия. Останалите са пръснати в Самарска, Пензенска, Оренбургска и Нижегородска област, както и в Татарстан, Средна Азия и Сибир.
Мордовците се делят на 2 групи, говорещи на едноименни езици: ерзянски и мокшански език. Обикновено те не признават определението мордовци и общата си етническа принадлежност. Етническата група каратай живее в Татарстан и говори на татарски език, но с голям брой мордовски думи. Друга мордовска група, – терюхан, живее в Нижегородска област и от 19 век говори руски език. Тези 2 групи се самоопределят с руския термин „мордва“.

## История
Според Мелников-Печорски, цитиран от руския Орден „Велес“, мордовците произлизат от Нижегородска, Симбирска, Саратовска, Пензенска и северната част на Тамбовска губернии.
Въпреки че са били със статут на свободни хора, те са закрепостявани към манастири и помещици. Бягат и се заселват в средното поречие на Волга, в Самарска губерния. Указ на Петър I изисква от самарския войвода да ги върне обратно, но част от тях бяга на север и още на юг.